# Château des Montgommery
Le château des Montgommery est une ancienne demeure, du XVIIe siècle, qui se dresse sur le territoire de l'ancienne commune française de Ducey, dans le département de la Manche, en région Normandie. L'édifice est partiellement protégé aux monuments historiques.

## Localisation
Le château des Montgommery est situé, près de la Sélune, dans le bourg de Ducey, commune déléguée de la commune nouvelle de Ducey-Les Chéris, dans le département français de la Manche.

## Historique
Au début du XVIe siècle, l'ancien château, situé au hameau de Mortrie, passe dans la famille de Montgommery à la suite du mariage de Claude de La Boissière avec Jacques Ier de Montgommery. Il s'agit d'un manoir médiéval, qui subsista jusqu'au début du XVIIe siècle, parallèlement à la construction du nouveau logis.
Gabriel Ier de Montgommery, régicide involontaire du roi Henri II, s'y réfugie fuyant la haine de Catherine de Médicis, l'épouse du roi décédé. Converti au protestantisme, il sera exécuté en place de Grève le 26 juin 1574, et ses biens confisqués. Mais en 1576, Henri III réhabilite sa mémoire, permettant à Gabriel II de Montgommery, fils du régicide, devenu gouverneur de Pontorson, de réoccuper en 1596, le manoir médiéval, après son mariage avec Suzanne de Bouquetôt, dame du Breuil-en-Auge. Vers 1624, Gabriel fait construire de nouveaux bâtiments, dont une maigre partie est encore visible aujourd'hui.
Au XIXe siècle, le château est sérieusement dégradé, et on installe dans la cour une distillerie, aujourd'hui disparue, qui fonctionnera de 1970 à 1980. En 1986, la commune en fait l'acquisition et entreprend sa restauration.

## Description
Ce qui subsiste du château aujourd'hui se présente sous la forme d'un corps de logis central, qui s'éclaire par de hautes fenêtres surmontées de fronton pointus ou arrondis, bâti sur des caves à demi enterrées.
À la gauche de ce logis, on trouve ce qui devait être la partie centrale du manoir dressé par Gabriel II de Montgommery. On accède à cette partie par un escalier de granit donnant sur une terrasse couverte d'un balcon supporté par quatre colonnes avec des chapiteaux évoquant l'art corinthien. Les demi-fenêtres surmontées de frontons, l'alternance des lignes et l'utilisation de la brique et de la pierre et le décor intérieur sont caractéristique du style Louis XIII.
Séparés depuis les années 1860, un autre élément du château subsiste, sous la forme d'une longue aile terminée par un pavillon. Aujourd'hui situées dans deux propriétés différentes, les deux parties du château étaient à l'origine réunis sous la forme de deux bâtiments perpendiculaires, dont la jonction devait s'effectuer par un gros pavillon d'angle similaire à celui qui subsiste. Une dernière aile devait permettre de créer un ensemble en « U », symétrique autour du corps central. Des reprises de l'appareillage du pavillon nord actuel laissent à penser que cette galerie connut un début d'exécution. Ces éléments furent détruits au début du XIXe siècle afin de laisser la place à de nouvelles fenêtres. Ces modifications expliquent l'aspect hétéroclite de la façade du pavillon, ouverte au rez-de-chaussée mais presque aveugle aux étages.
À l'intérieur, on peut voir un escalier à double révolution, ainsi qu'au premier étage du logis, un plafond aux poutres apparentes décorées à fleurs, comme au château de Blois, un haut de cheminée du XVIIe siècle, et des pavés armoriés.

### Chapelle
Au début du XVIIe siècle, Gabriel II de Montgommery fit édifier un nouveau lieu de culte protestant presque en continuité de la chapelle Saint-Germain, transformée en prêche au XVIe siècle par les Montgommery. 

## Protection
Au titre des monuments historiques :
- le château est classé par décret du 20 janvier 1923 ;
- les façades et les toitures du petit pavillon et des communs sont inscrites par arrêté du 14 juin 1990.

Une garniture de lit (limite XVIIe – XVIIIe siècle), constituée de neuf éléments des tentures d'un lit à baldaquin : dosseret, ciel, quatre bandeaux intérieurs du haut du lit, trois bandeaux du haut du lit, est classée au titre objet aux monuments historiques depuis le 20 décembre 1999.

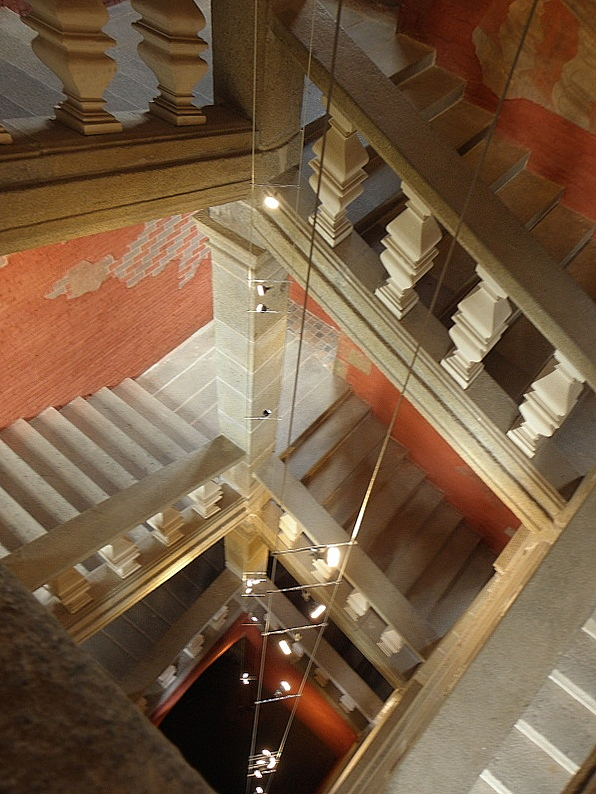
Le grand escalier.
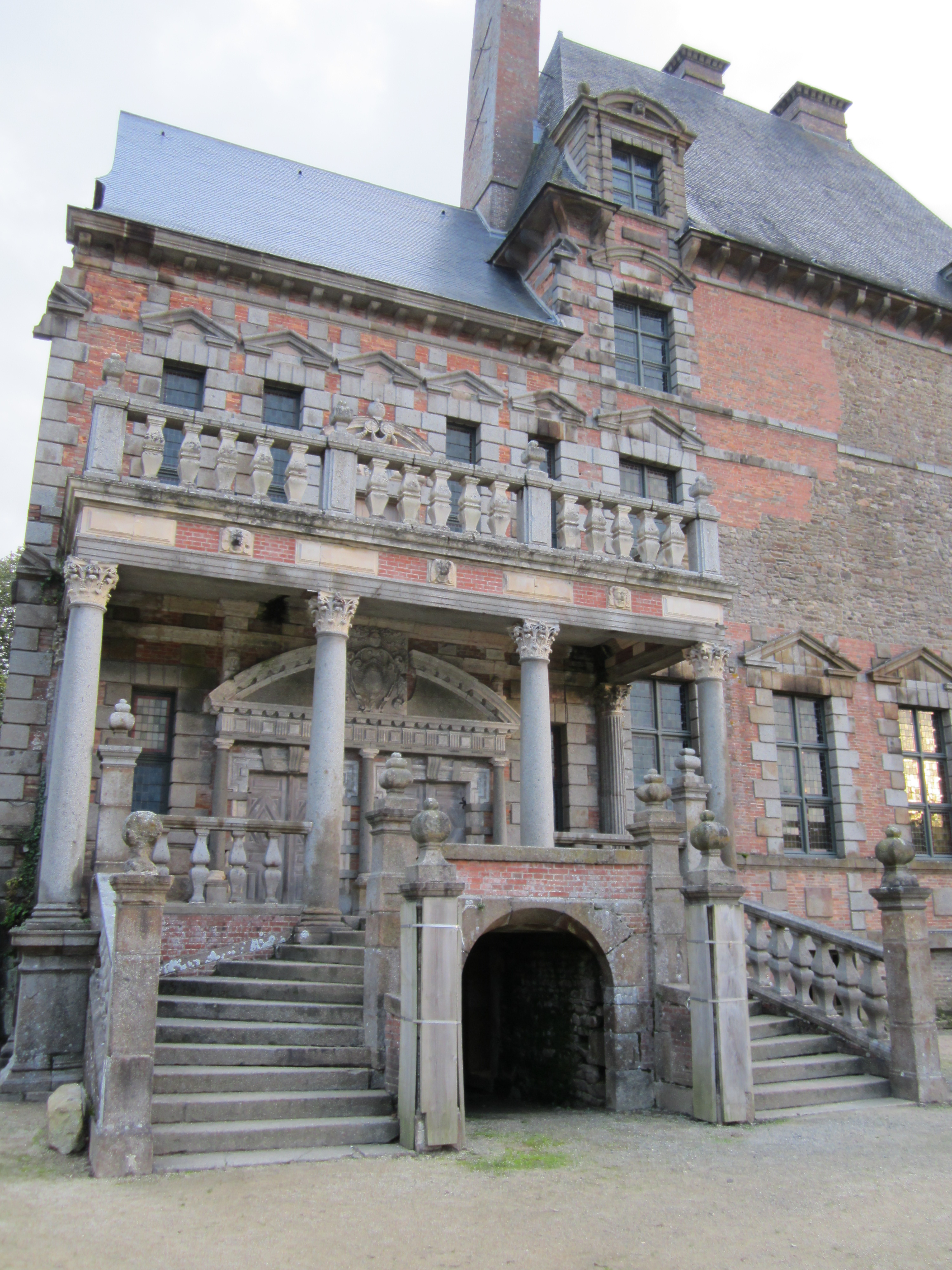
L'entrée à colonnes baguées.
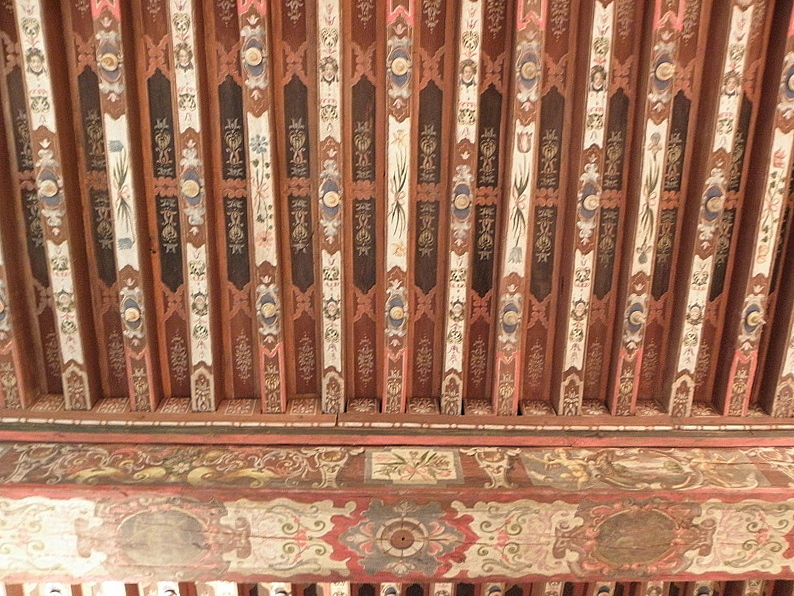
Le plafond de la chambre dorée.
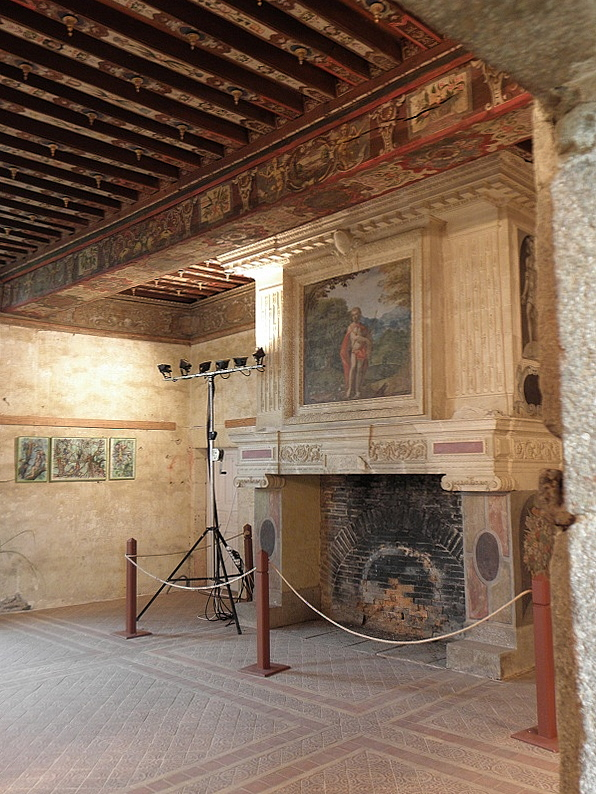
La cheminée de la chambre dorée.
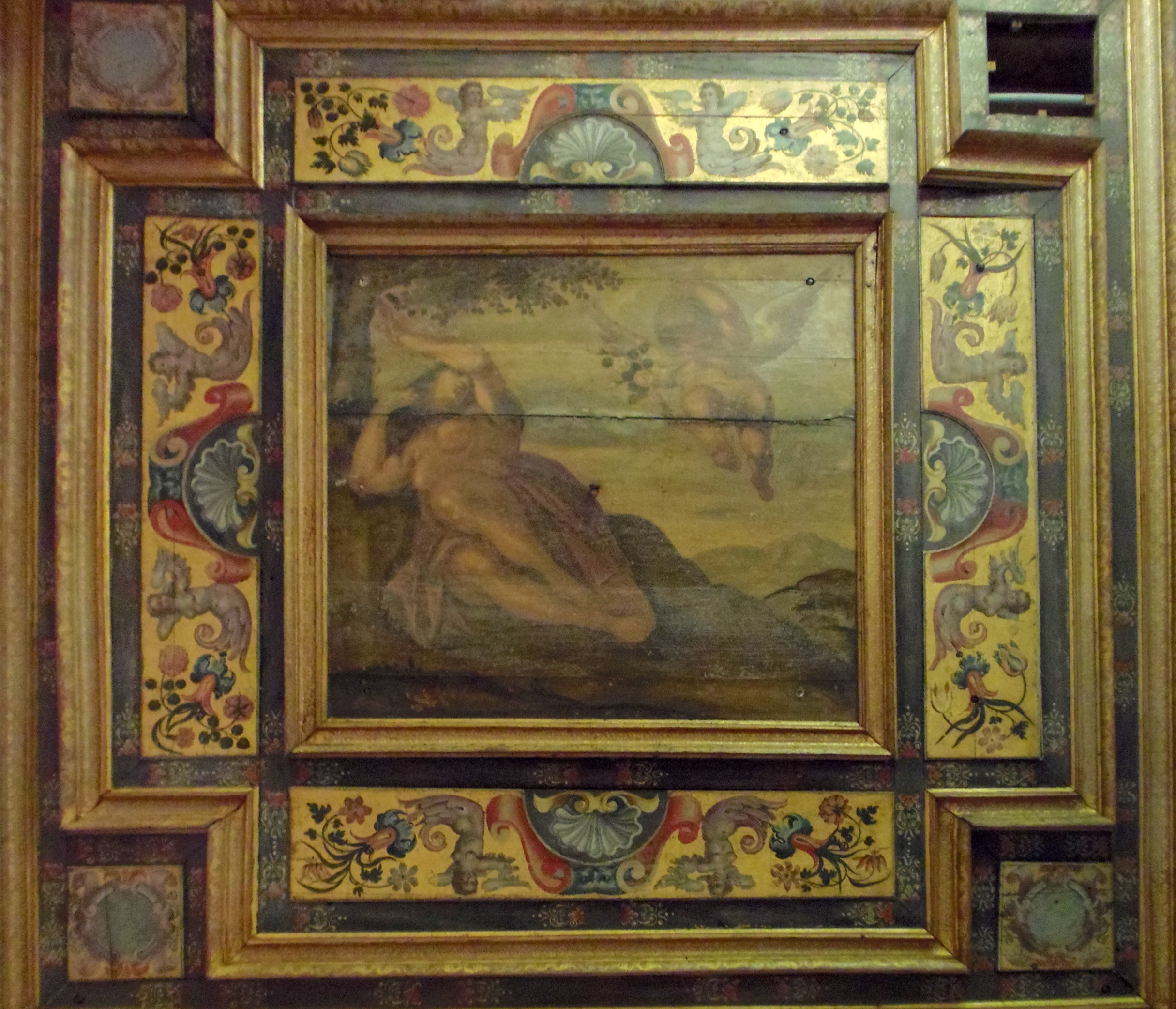
Le plafond du petit cabinet (Vénus et l'amour).
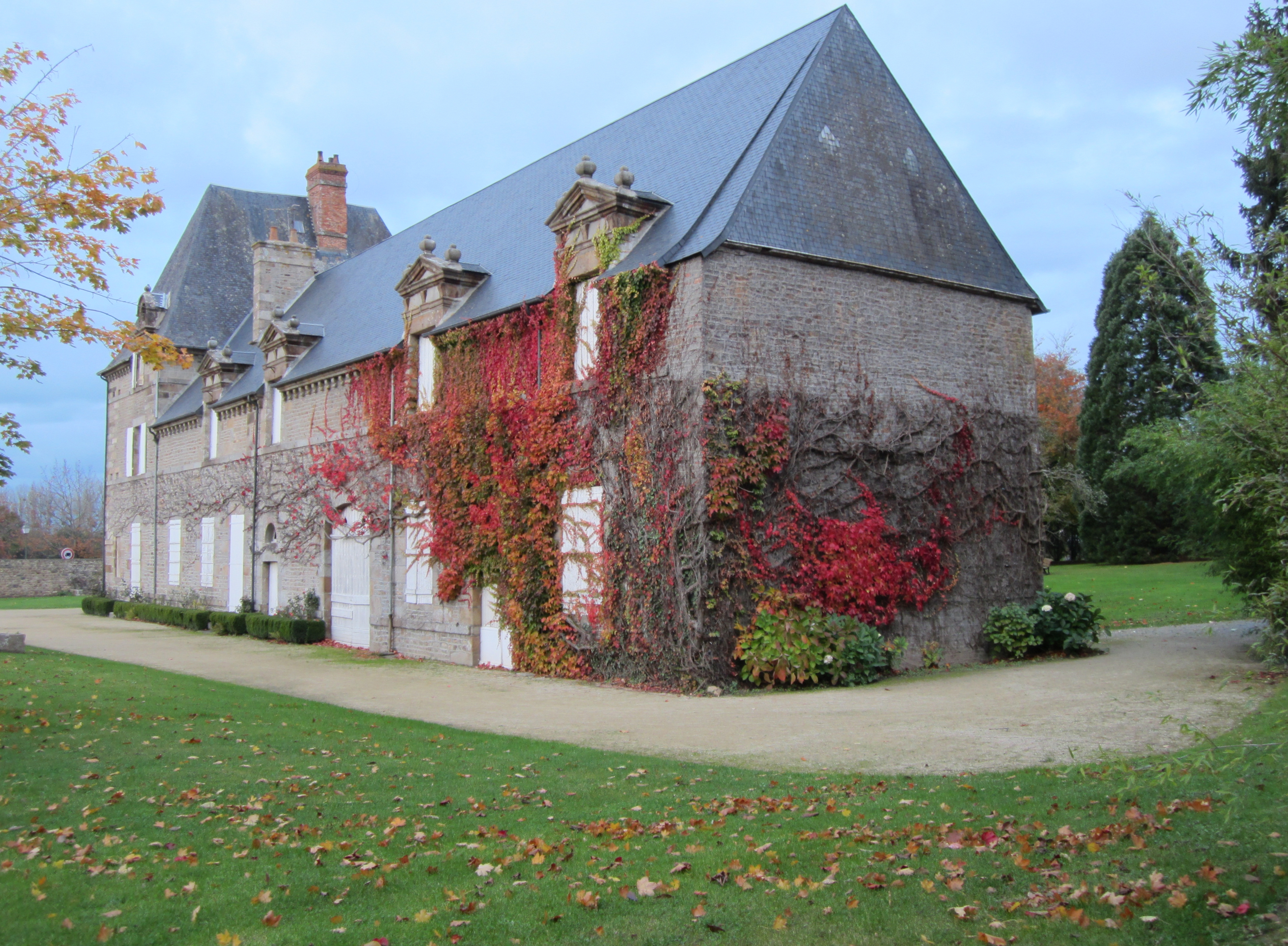
Les dépendances faisant l'objet d'une inscription au titre des monuments historiques.
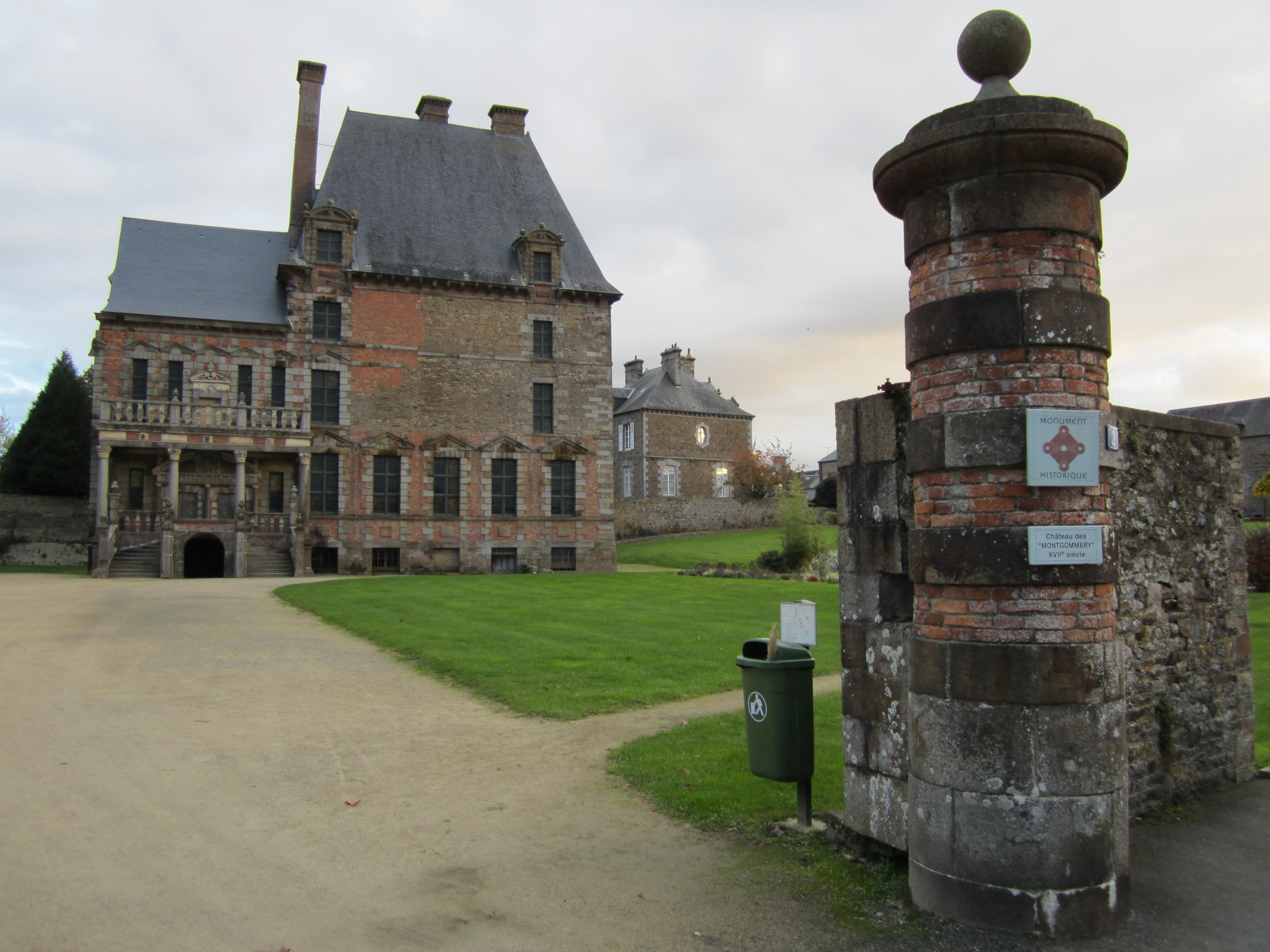
L'entrée du château.